# شهرستان ادواردز (کانزاس)
شهرستان ادواردز، کانزاس (به انگلیسی: Edwards County, Kansas) شهرستانی در ایالات متحده آمریکا است که در کانزاس واقع شده‌است.